# 엘레놀산
엘레놀산(영어: elenolic acid)은 올리브유 및 올리브 잎 추출물의 구성 성분이다. 엘레놀산은 올리브 성숙의 지표로 간주될 수 있다.
올리브유의 올리브 잎에서 발견되는 화합물인 올레우로페인은 10-하이드록시올레우로페인, 리그스트로사이드, 10-하이드록시리그스트로사이드와 같은 다른 밀접하게 관련된 화합물과 함께 엘레놀산의 티로솔 에스터이다.

## 같이 보기
- 올리브